# Севастьянов Іван Іванович
Іва́н Іва́нович Севастья́нов (1886 , Ловзанга, Каргопольський повітd, Олонецька губернія, Російська імперія  — невідомо ) — український радянський діяч, завідувач Кіровського районного відділу охорони здоров'я міста Сталіно (Донецька), заслужений лікар Української РСР. Депутат Верховної Ради УРСР 1–2-го скликань.

## Біографія
Народився 1886 року в родині селянина в селі Ловзанга, тепер село Жуковська, Каргопольський район, Архангельська область, Росія. Трудову діяльність розпочав у 1905 році після закінчення Петрозаводської фельдшерської школи. Спочатку був фельдшером земської лікарні, потім працював у різних лікарнях. З 1919 року — студент медичного факультету.
У 1923 році закінчив медичний факультет Московського державного університету і з того часу працював лікарем на Донбасі. До 1941 року — лікар Рутченківської лікарні в місті Сталіно (тепер — Донецьку).
Під час німецько-радянської війни працював начальником евакуаційного госпіталю в Червоній армії. У 1945 році демобілізувався та повернувся в місто Сталіно.
Працював завідувачем Кіровського районного відділу охорони здоров'я міста Сталіно Сталінської області.

## Нагороди
- орден Червоної Зірки (1945)
- медаль «За перемогу над Німеччиною у Великій Вітчизняній війні 1941—1945 років»
- медаль «За доблесну працю у Великій Вітчизняній війні 1941—1945 років»
- медалі
- заслужений лікар Української РСР (1946)